# 神保史郎
神保 史郎（じんぼ しろう、1948年1月2日 - 1994年6月2日）は、日本の小説家、漫画原作者。東京都出身。父は詩人の神保光太郎。工業高校中退。

## 来歴・人物
『週刊少女フレンド』（講談社）に連載された『サインはV』（画：望月あきら）の原作を担当。『あしたへアタック!』、『花の子ルンルン』、『ハロー!サンディベル』など少女向けアニメ作品の原作者としても知られる。
一方で、『週刊漫画ゴラク』（日本文芸社）、『漫画エロトピア』（ワニマガジン社）などの青年・成人向け漫画雑誌の漫画の原作も手掛けた。『今日からは微熱人』（画：和気一作）は田中こずえ主演で実写化された。
1994年6月2日、ヘルペス脳炎のため死去。46歳没。

## 作品
- あの子は委員長
- サインはV
- ガッツジュン
- おれの甲子園
- ドッキリ仮面
- 花の子ルンルン（アニメ原作）
- ハロー!サンディベル（アニメ原作）
- 白い風
- ラジコンキッド
- 激突!ラジコンロック
- 恋の特訓授業中
- 恋のDJ授業中
- 恋のMG授業中
- おんな切り
- あしたへアタック!（原案）
- 虹の伝説
- ニセガク無宿
- 青春2-3（フルカウント）
- 続青春2-3（フルカウント）
- あしたは甲子園
- 純愛物語
- 青春競馬 ジョッキー
- 陸にあがった魚
- 今日からは微熱人
- カレー大将 7番勝負
- サタンぼうや[2]